# 札幌不動産仲介店舗ガス爆発事故
札幌不動産仲介店舗ガス爆発事故（さっぽろふどうさんちゅうかいてんぽガスばくはつじこ）とは、2018年（平成30年）12月16日に北海道札幌市豊平区で発生したガス爆発事故である。

## 事故概要
2018年12月16日20時29分頃、札幌市豊平区平岸の「アパマンショップ平岸駅前店」（運営はAPAMAN子会社の「アパマンショップリーシング北海道」）等が入居する木造2階建ての雑居ビル（酒井ビル）で爆発が発生。同店および隣接する居酒屋「北のさかな家 海さくら平岸店」が倒壊・炎上し、52人が負傷した。事故発生当初、負傷者数は41名とされていたが、自力で病院に向かうなどした人数を後に豊平警察署が把握し訂正された。火災は翌17日2時10分に鎮火した。総務省消防庁は12月16日21時30分、札幌市消防局から第1報を受領したことに伴い、災害対策室を設置し情報収集にあたった。

## 事故原因
北海道警察などの捜査によると、この日、アパマンショップ平岸駅前店内では、店舗改装に伴い、従業員がジメチルエーテル (DME) とエタノールを含んだ未使用の除菌消臭スプレー120本を廃棄するため、噴射して空にするという処理を行っていた。このとき、店舗のドアや窓は締め切られたままで換気されていなかった。その後、この従業員が手についた消臭液を洗うため湯沸かし器を点けた瞬間に店舗内に充満したガスに引火して爆発が起きた。爆発の衝撃で同店などのプロパンガスボンベの配管が破損して、可燃性のガスが流出したことも火災が広がった原因とみられる。
事故発生当初、運営会社はスプレー缶の在庫は160本としていたが、道警の捜査では店内から240本以上のスプレー缶を押収している。また同店店長によると、事故当日の昼頃に屋外でスプレー缶の廃棄処理を行ったが、通行人に目撃されたためすぐに店内に戻ったという。実際に、店舗裏で男性従業員2人が壁に向かってスプレー缶4本を噴射しているのを近隣住民が目撃している。
北海道新聞の報道によると、爆発音は20km離れた江別市内でも聞こえたという。この爆発について、元北海道大学工学部特任准教授の早坂洋史（火災科学）は「音速を超える衝撃波を伴う爆轟が起きた可能性がある」と指摘している。

## 被害
隣接の居酒屋「北のさかな家 海さくら平岸店」では忘年会の時期だったことからほぼ満席の40人以上の利用客がいた。特に2階では階段付近から出火したため避難しにくくなったが、多くの客が不動産店舗と逆側に逃げたことで2階の床が抜け、1階の瓦礫がクッションとなり全員が外に避難することができた。
被害は現場となった建物のみならず、周辺のマンションで窓ガラスが割れる、吹き飛ばされたトタン屋根が架線に接触して240戸が停電するなど近隣一帯に及んだため、札幌市は避難所として「平岸まちづくりセンター」を開放し、窓ガラスが割れた家の住人など60人が一時避難した。その他、現場前の国道453号（平岸街道）が通行止めとなったため、沿線の店舗は営業休止、北海道中央バスとじょうてつバスは一部路線の迂回運行を余儀なくされるなど、市民生活にも影響を及ぼした。
この事故の影響で、アパマンショップと北のさかな家 海さくら平岸店は閉店を余儀なくされた。
- 負傷者の内訳[22]
  - アパマンショップ - 2人
  - 北のさかな家 海さくら平岸店 - 1階18人、2階26人
  - ファミリーレストラン（ロイヤルホスト） - 2人
  - 住宅内 - 1人
  - 乗用車内 - 1人
  - 歩行者 - 1人
  - 消防隊員 - 1人

### 報道被害
なお、事故発生直後は北海道警が原因を特定していなかったこと、居酒屋が火気を扱っていたこともあり、当初は被害者である「北のさかな家 海さくら平岸店」を爆発発生源と疑う報道被害があったことを、同店を運営するさくらグループの代表が自らのブログで明かしている。実際には同店の店長と店員が客の避難誘導に当たった結果、死者を出すことはなかった。

## 事故後の対応・影響
この事故を受け、APAMANは同月18日にホームページ上で謝罪文を発表したほか、同日夕にはアパマンショップリーシング北海道の社長が謝罪会見を行った。20日には被害者相談のための「現地受付窓口」を現場近くのビルに開設している。同22日夜には被害者向けの説明会を開いた。
なお事故発生翌日の17日には、東証ジャスダックにおいてAPAMANの株価が後場に入り急落した。
また従業員が噴出したスプレーはすべて新品で、同店ではこれらのスプレーを使う消臭サービスについて、顧客から代金を受け取っていながら未実施のケースがあったことが前述の会見で明らかになっている。アパマンショップリーシング北海道は運営する道内13店舗において実態調査する意向を示しており、またAPAMANも他の子会社の運営店舗で同様の事例がないか調査すると発表した。
札幌市消防局により、爆発があった雑居ビルには消防法上多くの不備があったことが明らかにされた。雑居ビル所有者と入居していた3テナントにはいずれも防火管理者をおく義務があったが、いずれも選任されていなかった。また、消防計画もなく、漏電火災警報器や避難器具も設置されていなかった。2016年6月から2018年10月まで計12回に渡り消防局が指導を行っていたが、結局何の対策もなされていなかったという。
APAMANは、爆発火災事故の賠償金などで、2019年9月期に特別損失10億円を計上すると発表し、同期の連結純損益予想を従来の6億円の黒字から1億円の赤字に下方修正した。
現場付近の被災者への補償は大幅に遅れており、店舗移転を余儀なくされた被害者へ移転費用を補償しない等の問題が発生している。なお巻き込まれた店舗のうち前述の「海さくら」については、事故から約半年後の2019年6月26日に南区澄川へ移転したうえ営業を再開した。
事故から約1年経った2019年12月2日、道警はアパマンショップ平岸駅前店（当時）の店長の男を、重過失傷害と重過失激発物破裂の疑いで書類送検した。2020年4月9日、札幌地検は元店長を同罪で在宅起訴し、6月16日に初公判が開かれた。

### 跡地
事故現場となった2つの建物は直ちに解体・建て替えられ、2020年3月に地上3階建ての「CLIFF SIDE BLDG.」（クリフサイドビル）が竣工。同ビルの1階にコンビニエンスストアのファミリーマート札幌平岸3条8丁目店が入居している。

## 裁判

### 民事裁判
2019年12月16日、爆発現場に隣接するマンションの住民30名がアパマンショップリーシング北海道に対し、精神的苦痛に対する慰謝料などとして総額5050万円の損害賠償を求めて札幌地方裁判所に提訴した。
2021年10月26日、近隣マンションの12世帯33人がアパマンショップリーシング北海道に対して訴えていた裁判について、和解金を同社が支払う条件で成立した。金額は非公表としている。

### 刑事裁判
2020年8月18日、重過失傷害と重過失激発物破裂の罪に問われた元店長に対し、札幌地方裁判所は禁錮3年、執行猶予4年（求刑・禁錮3年6月）の判決を言い渡した。